# 张秀山
张秀山（1911年—1996年），原名张鸿毓，字秀山，曾名张绍武，陕西省神木县桃柳沟村人，中华人民共和国政治人物。
早年参加学生运动，参加宁夏骑兵第四师等负责兵运，后率领甘肃警备第三旅武装起义。此后担任红二十六军第二团步兵连连长、骑兵团政委、第四十二师政委、第四十二师党委书记。1935年，担任任中共西北工作委员会委员兼宣传部部长。1936年，担任红军独立第二师政委。抗日战争期间，担任中共神府特委书记、中共绥德特委书记等；1943年，任西北党校校长。第二次国共内战期间，担任中共松江省工委书记兼东北人民自治军松江军区政委，中共松江省委书记等。1949年，担任中共中央东北局秘书长。中华人民共和国成立后，担任东北人民政府委员兼东北局职工委员会书记。1954年，因高饶反党集团案而撤职。1979年，担任国务院国家农业委员会副主任。